# Poecilium fasciatum
Poecilium fasciatum är en skalbaggsart som först beskrevs av Charles Joseph de Villers 1789.  Poecilium fasciatum ingår i släktet Poecilium och familjen långhorningar.
Artens utbredningsområde är:
- Corsica.
- Frankrike.
- Ukraina.

Inga underarter finns listade i Catalogue of Life.